# Heliconius godmani
Espèce
Heliconius godmani est une espèce sud-américaine de lépidoptères (papillons) de la famille des Nymphalidae et de la sous-famille des Heliconiinae.

## Taxonomie
L'espèce Heliconius godmani a été décrite par l'entomologiste allemand Otto Staudinger en 1882. Elle a un temps été appelée Neruda godmani.

## Description
L'imago dʼHeliconius godmani imite celui dʼHeliconius hecalesia. C'est un grand papillon aux ailes allongées et arrondies de couleur noire avec une ornementation aux ailes antérieures de taches blanc crème et aux ailes postérieures une flaque orange proche du bord interne et une ligne submarginale de taches ovalaires blanc crème.

## Biologie
Les plantes hôtes de sa chenille sont des Dilkea et des Mitostemma.

## Distribution et biotopes
Heliconius godmani est endémique du Nord-Ouest de la Colombie.
Il réside en forêt, du niveau de la mer jusqu'à 1 200 m d'altitude.